# 황골항
황골항은 충청남도 태안군 근흥면 도황리에 위치한 어항이다. 2004년 12월 24일 어촌정주어항으로 지정하여 관리하고 있다. 관리청은 태안군, 시설관리자는 태안군수이다.

## 어항구역
본 항의 어항구역은 다음과 같다.
- 수역[1]: 방파제 시점부에서 북서측 140m 지점에서 N70°E방향으로 280m 이동하고, S20°E 방향으로 125m이동하고, 이점에서 S20°W 방향으로 175m 그은 선이 해안선과 맞닿는 선내의  공유수면(23,000m2)
- 육역: 3,430m2

## 개발계획
2008년 12월 10일 고시된 본 항의 개발계획은 다음과 같다.
- 방파제 50m, 물양장 40m, 친수호안 150m, 육상시설 3,430m2

## 주요 어종
- 우럭, 노래미, 농어, 실치, 까나리